# Ветеринарний енциклопедичний словник
Ветеринарний енциклопедичний словник (рос. Ветеринарный энциклопедический словарь) — однотомний енциклопедичний довідник, в якому зібрана інформація з різних питань, що стосуються різних сторін ветеринарної діяльності.

## Передісторія
В 1950—1951 роках видали двотомний Ветеринарний енциклопедичний словник. Цей довідник був першим досвідом складання радянського ветеринарного енциклопедичного видання, як основа для майбутньої, значно більшої роботи у цьому напрямі. Словник містив близько 2000 термінів. Призначений для спеціалістів — ветлікарів, зоотехніків, науковців, а також для викладачів, студентів.

## Опис
Уміщував різноманітну інформацію про ветеринарію, включаючи відомості про епізоотологію та інфекційні хвороби, паразитологію та інвазійні хвороби, внутрішні незаразні хвороби тварин, про хірургію, акушерство, патологію, анатомію та фізіологію тварин, мікробіологію; відомості про фармакологію, зоогігієну, ветеринарно-санітарну експертизу, ветеринарну санітарію, та про проблеми організації ветеринарної справи в цілому. У СРСР 1981 було підготовлено і випущено єдине видання словника тиражем 70 000 примірників. Видавництво — «Радянська енциклопедія».

## Редакційна колегія
- В. П. Шишков — головний редактор
- І. А. Бакулов, В. З. Єршов, І. І. Магда, І. Є. Мозгов, Н. А. Нальотів, А. А. Поляков, Н. А. Судаков, В. Н. Сюрін, А. Д. Третьяков, В. С. Шипілов, В. С. Яскравих

## Бібліографічні дані
- Ветеринарный энциклопедический словарь / Гл. ред. В. П. Шишков. — М. : Советская энциклопедия, 1981. — 640 с. — 70000 прим. УДК 636.09 (03)